# Tubifex tubifex
Tubifex tubifex é uma espécie de anelídeo pertencente à família Tubificidae.
A autoridade científica da espécie é Müller, tendo sido descrita no ano de 1774.
Trata-se de uma espécie presente no território português, incluindo a sua zona económica exclusiva.